# 丙卡巴肼
丙卡巴肼（也称为甲基苄肼）是一种含氮有机化合物，分子式C12H19N3O，属于苯甲酰胺与苯甲肼衍生物，作为化疗药物治疗腦瘤和霍奇金淋巴瘤。